# Ursand

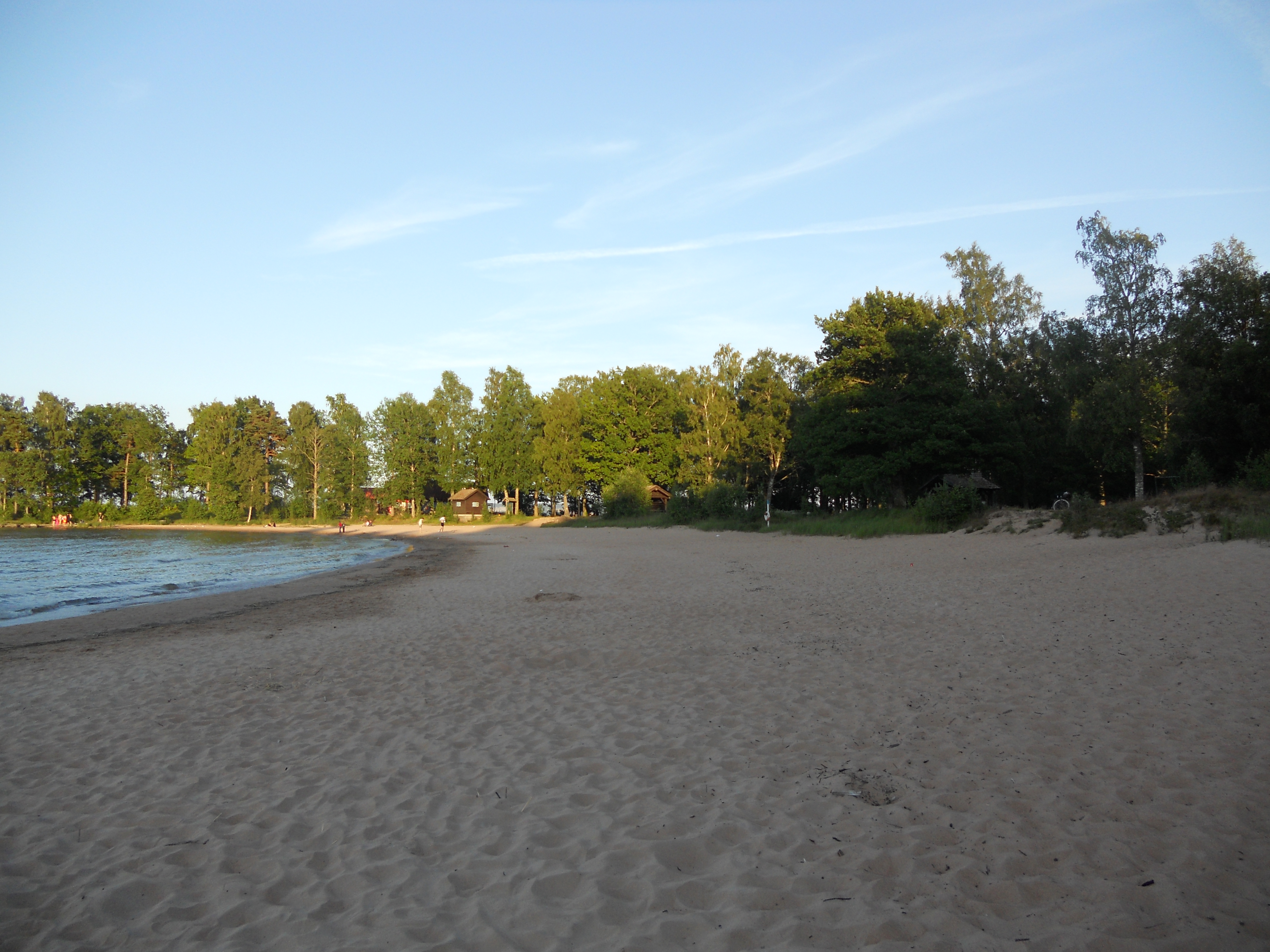
Sandstranden vid Ursand.

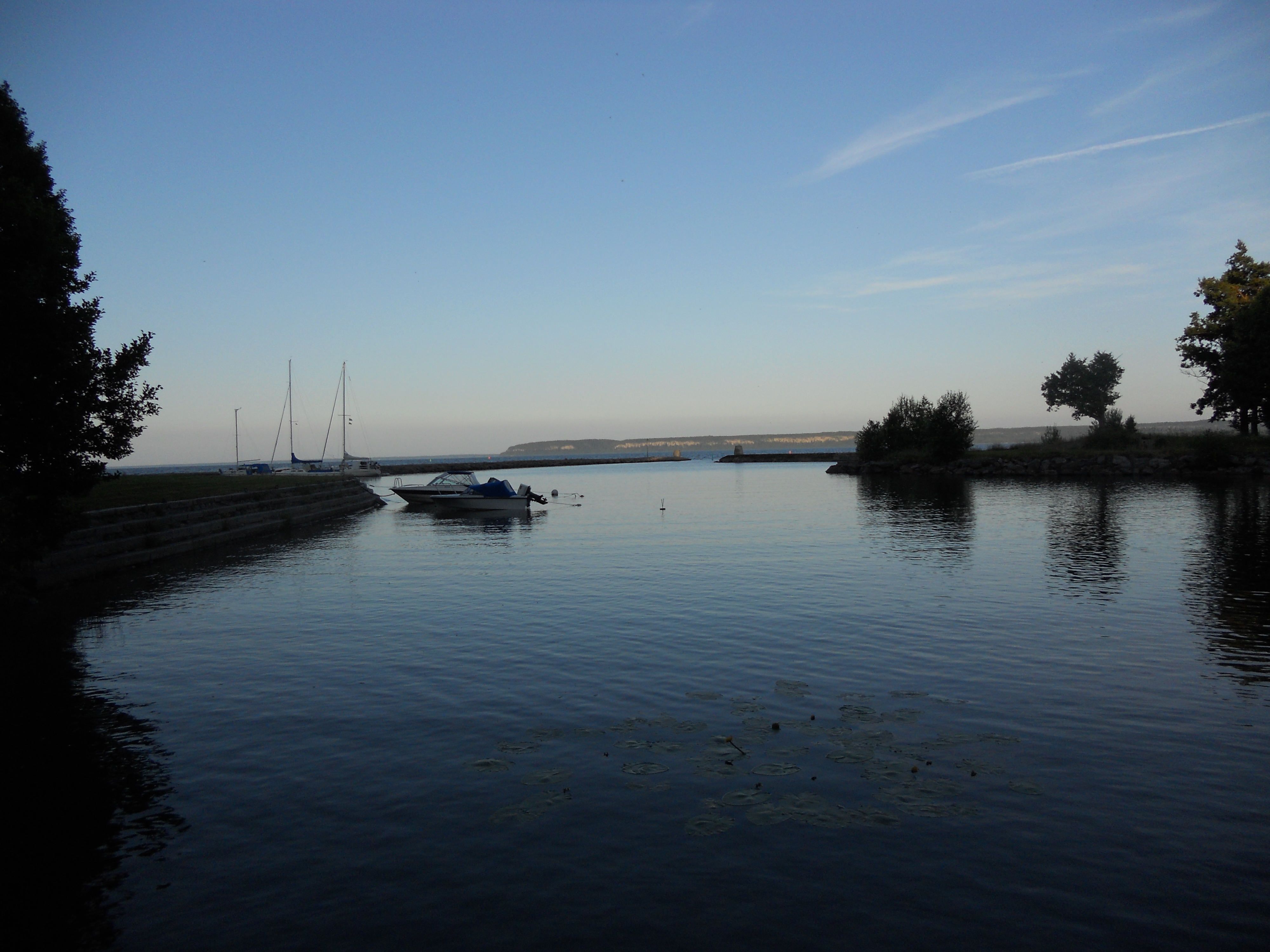
Grönviks gästhamn.

Ursand är ett område i Vänersborgs kommun, tre kilometer norr om staden. Vid Ursand finns en badplats med en bred sandstrand vid Vänern och en campingplats. På campingplatsen finns ca 400 campingplatser, en minilivs och sanitära faciliteter. Vid stranden finns en restaurang och ett glasscafé som har öppet under sommaren. På campingområdet finns ett 50-tal stugor för uthyrning, och 40-tal privatägda villavagnar. Vid Ursand ligger också Grönviks gästhamn.